# Rioni de Roma
La paraula italiana rione (en plural rioni) prové del llatí regio "regió" (pl. regiones). Durant l'edat mitjana evolucionà a reiones, que acabà donant lloc a rione. La paraula ha estat usada des de l'edat mitjana per anomenar els districtes del centre de Roma, d'acord amb la política de divisions d'aquell temps.

## Roma antiga

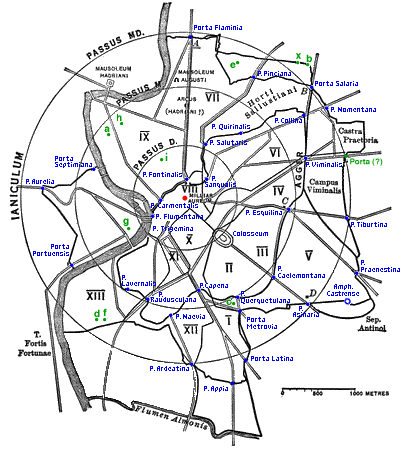
Representació gràfica del pomerium

La primera subdivisió urbana de Roma es va dur a terme en el segle vi aC per part de Servi Tul·li, que va instituir 4 regiones dins el pomerium, o recinte emmurallat; aquestes eren:
1. Suburana
2. Esquilina
3. Collina
4. Palatina

Durant l'Imperi, sota el comandament d'August, té lloc una nova subdivisió de la ciutat, ja que els marges s'havien estès més enllà dels antics murs d'època republicana. La ciutat seria subdividida en 14 regiones, les quals se situaven al costat oriental del curs del Tíber, excepte el Transtiberim (l'actual Trastevere). Eren:
1. Porta Capena
2. Caelimontium
3. Isis et Serapis
4. Templum Pacis
5. Esquiliae
6. Alta Semita
7. Via Lata
8. Forum Romanum
9. Circus Flaminius
10. Palatium
11. Circus Maximus
12. Piscina Publica
13. Aventinus
14. Transtiberim

## Rioni des de l'edat mitjana
Amb la caiguda de l'Imperi Romà i la decadència de la ciutat de Roma com a centre cultural, la població va disminuir dràsticament, alhora que es perdien les subdivisions administratives a l'interior de la ciutat. Entorn del segle xii es va començar a delimitar una nova subdivisió en 12 parts, no per una imposició des de dalt (com als temps antics) sinó simplement per l'ús comú. Si bé les zones eren diferents de les que existien a l'antigor, es va seguir usant el mateix terme: regio en llatí i rione en llenguatge vulgar.
Els rioni es van tornar oficials o definitius al final del segle xiii i el seu nombre s'havia incrementat fins a 13, amb la incorporació del Trastevere. Fins llavors els límits entre un rione i l'altre no eren del tot clars, ja que sovint les cases se situaven al centre del barri i les àrees de frontera es trobaven gairebé desertes, amb què es feia innecessari determinar-ne els confins.
Durant el Renaixement, però, es va dur a terme una intensa tasca de sistematització i reorganització de la ciutat. Moltes parts a l'interior de les muralles es trobaven desertes i van ser objecte d'urbanització, amb la construcció de nous carrers, places i fonts, la qual cosa va fer necessària la delimitació precisa dels confins entre els diferents rioni. L'any 1586 el papa Sixt V va afegir un catorzè rione a la zona de Sant Pere, que va anomenar Borgo.
Aquesta subdivisió es va mantenir vigent fins a la invasió i ocupació de les forces napoleòniques el 1798, quan es va intentar imposar una racionalització de les subdivisions de la ciutat, amb la institució de 12 rioni.
1. Terme
2. Suburra
3. Quirinale
4. Pincio
5. Marte
6. Bruto
7. Pompeo
8. Flaminio
9. Pantheon
10. Campidoglio
11. Gianicolo
12. Vaticano

## Rioni de Roma després de la unitat d'Itàlia

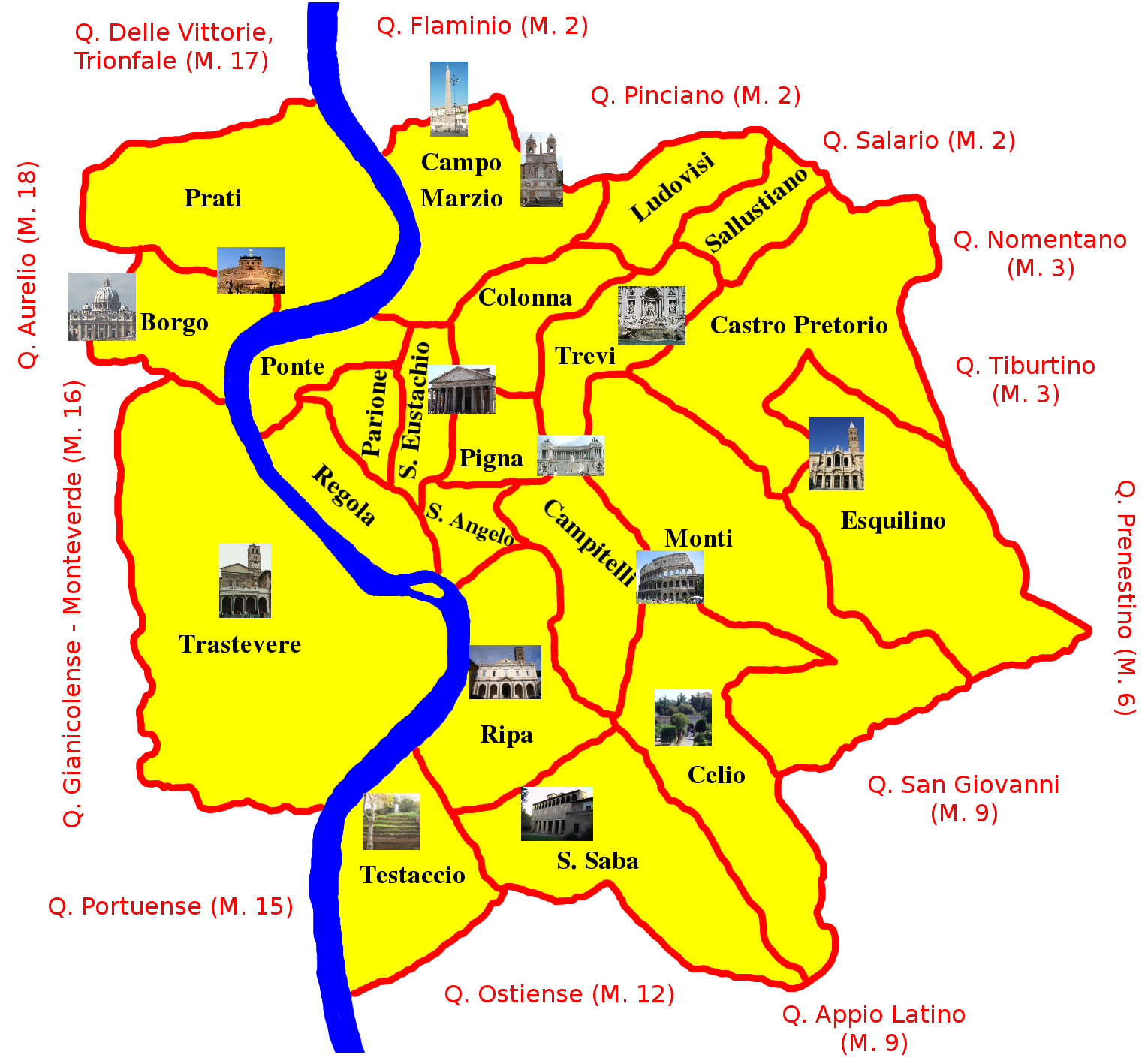
Mapa del centre de Roma amb els seus rioni

Roma va experimentar un canvi enorme després que es convertís en capital del Regne d'Itàlia el 1870. El flux continu d'immigrants de tot arreu d'Itàlia, més la construcció de la infraestructura necessària per al funcionament d'una capital d'un estat modern, va fer que la ciutat patís una urbanització i un creixement demogràfic explosiu, tant a l'interior de la Muralla Aureliana com més enllà.
Juntament amb l'increment de la població, va augmentar també el nombre de rioni a la dècada dels anys 20, fins a arribar als actuals 22, a cada un dels quals oficialment se li assigna un escut, un nombre romà precedit d'una R (rione) i un nom.
| Escut           | Nombre   | Rione           | Població | Superfície | Densitat            |
| --------------- | -------- | --------------- | -------- | ---------- | ------------------- |
| Monti           | R. I     | Monti           | 14.381   | 1,6508 km² | 8.711,53 hab./km²   |
| Trevi           | R. II    | Trevi           | 3.279    | 0,5503 km² | 5.958,57 hab./km²   |
| Colonna         | R. III   | Colonna         | 2.703    | 0,2689 km² | 10. 052,06 hab./km² |
| Campo Marzio    | R. IV    | Campo Marzio    | 7.214    | 0,8817 km² | 8.181,92 hab./km²   |
| Ponte           | R.V      | Ponte           | 4.535    | 0,3189 km² | 14.220,76 hab./km²  |
| Parione         | R. VI    | Parione         | 3.233    | 0,1938 km² | 16.682,15 hab./km²  |
| Regola          | R. VII   | Regola          | 3.974    | 0,3189 km² | 12.461,59 hab./km²  |
| Sant'Eustachio  | R. VIII  | Sant'Eustachio  | 2.450    | 0,1688 km² | 14.514,22 hab./km²  |
| Pigna           | R. XIX   | Pigna           | 10.490   | 0,2063 km² | 50.848,28 hab./km²  |
| Campitelli      | R.X      | Campitelli      | 693      | 0,5990 km² | 1.156,93 hab./km²   |
| Sant'Angelo     | R. XI    | Sant'Angelo     | 1.332    | 0,1376 km² | 9.680,23 hab./km²   |
| Ripa            | R. XII   | Ripa            | 2.919    | 0,8485 km² | 3.440,19 hab./km²   |
| Trastevere      | R. XIII  | Trastevere      | 18.834   | 1,8008 km² | 10.458,69 hab./km²  |
| Borgo           | R. XIV   | Borgo           | 3.499    | 0,4877 km² | 7.174,49 hab./km²   |
| Esquilino       | R. XV    | Esquilino       | 22.748   | 1,5807 km² | 14.391,09 hab./km²  |
| Ludovisi        | R. XVI   | Ludovisi        | 2.038    | 0,3251 km² | 6.268,84 hab./km²   |
| Sallustiano     | R. XVII  | Sallustiano     | 2.404    | 0,2614 km² | 9.196,63 hab./km²   |
| Castro Pretorio | R. XVIII | Castro Pretorio | 6.499    | 1,0374 km² | 6264,7 hab./km²     |
| Celio           | R. XIX   | Celio           | 3.085    | 0,8254 km² | 3.737,58 hab./km²   |
| Testaccio       | R. XX    | Testaccio       | 8.530    | 0,6628 km² | 12.869,64 hab./km²  |
| San Saba        | R. XXI   | San Saba        | 3.657    | 1,1068 km² | 3.304,12 hab./km²   |
| Prati           | R. XXII  | Prati           | 17.427   | 1,2743 km² | 13.675,74 hab./km²  |
|                 |          | Total Rioni     | 145.924  |            |                     |